# Hermatomyces tucumanensis
Hermatomyces tucumanensis är en svampart som beskrevs av Speg. 1911. Hermatomyces tucumanensis ingår i släktet Hermatomyces, divisionen sporsäcksvampar och riket svampar.   Inga underarter finns listade i Catalogue of Life.